# Hannes Mayer (Forstwissenschaftler)
Hannes Mayer (* 25. Januar  1922 in Altötting/Oberbayern; † 23. April 2001 in Wien; auch Johann Mayer) war ein deutsch-österreichischer Forstwissenschaftler und Universitätsprofessor.

## Leben
Mayer studierte von 1945 bis 1949 Forstwissenschaften an der Universität München und arbeitete anschließend in der bayerischen Forstverwaltung. 1951 wurde er an der Staatswirtschaftlichen Fakultät der Universität München mit der Schrift Die natürliche Verbreitung der Lärche in den Berchtesgadener Kalkalpen zum Doktor der Staatswirtschaft (Dr. oec. publ.) promoviert. 1961 wurde er  dort Privatdozent und Konservator. 1965 erhielt er einen Ruf an die Universität für Bodenkultur Wien auf den Lehrstuhl für Waldbau. Von 1967 bis 1990 war er Leiter der Arbeitsgruppen Gebirgswaldbau (1967–1971), Ökosysteme (1971 bis 1980) und Urwald (1980–1990) des Internationalen Verbandes Forstlicher Forschungsanstalten. Mayer wurde am Döblinger Friedhof in Wien bestattet.

## Mitgliedschaften und Ehrungen
- Mitglied der Italienischen Akademie der Forstwissenschaften in Florenz
- Mitglied der Österreichischen Akademie der Wissenschaften, mathematisch-naturwissenschaftliche Klasse in Wien
- Dr. h. c. forest. der Universität Istanbul/Türkei
- Konrad-Lorenz-Preis für Umweltschutz, Wien (1986)
- Binding-Preis für Natur- und Umweltschutz der Binding-Stiftung, Schaan (1987)

## Schriften
- Die natürliche Verbreitung der Lärche in den Berchtesgadener Kalkalpen. Ein Beitrag zur Biologie und zum Waldbau der Lärche des Alpenrandes auf pflanzensoziologischer Grundlage, insbesondere innerhalb des natürlichen Buchenwaldes, Dissertation, München 1950
- Die Lärche in den Waldgesellschaften der Berchtesgadener Kalkalpen, 1954
- zusammen mit Alberto Hofmann: Tannenreiche Wälder am Südabfall der mittleren Ostalpen – Aufbau und waldbauliche Bedeutung der wichtigsten Waldgesellschaften in Südtirol und in den Tridentiner / Venetianer Alpen. Mit einem Waldvegetationsprofil durch die mittleren Ostalpen, 1963
- zusammen mit Alberto Hofmann: Tannenreiche Wälder am Nordabfall der mittleren Ostalpen – Vegetationsgefälle in montanen Waldgesellschaften von den Chiemgauer und Kitzbüheler Alpen zu den nördlichen Hohen Tauern – Zillertaler Alpen, 1963
- Waldgeschichte des Berchtesgadener Landes (Salzburger Kalkalpen), 1966
- Wälder des Ostalpenraumes – Standort, Aufbau und waldbauliche Bedeutung der wichtigsten Waldgesellschaften in den Ostalpen samt Vorland, 1974
- Gebirgswaldbau – Schutzwaldpflege. Ein waldbaulicher Beitrag zur Landschaftsökologie und zum Umweltschutz, 1976 (2. Auflage 1992)
- Waldbau auf soziologisch-ökologischer Grundlage, 1977 (4. Auflage 1992)
- Das Eichen-Naturschutzgebiet Johannser Kogel im Lainzer Tiergarten, Wienerwald, 1979
- 3. Tannen-Symposium. Wien 1980, 1980.
- Waldverwüstende Wildschäden in Tirol-Österreich. Band 1: Häselgehr-Lechtal, 1983
- Wälder Europas, 1984
- Waldverwüstende Wildschäden in Tirol-Österreich. Band 2: St. Jakob/St.Anton am Arlberg, 1984
- zusammen mit Günzl-Schmidt: Zweckmäßigkeitsstudie für die Forstpflanzenzüchtung mittels Zell- und Gewebekulturen, 1985
- Waldverwüstende Immissionsschäden in Österreich, 1985
- zusammen mit Hüseyin Aksoy: Wälder der Türkei, Stuttgart und New York 1986, ISBN 3-437-30533-6
- Europäische Wälder. Ein Überblick und Führer durch die gefährdeten Naturwälder, 1986
- Der Wald, das Waldsterben und die deutsche Seele – das Waldsterben als kulturelles Trauma, 1986
- Urwaldreste, Naturwaldreservate und schützenswerte Naturwälder in Österreich, 1987
- zusammen mit Eberhard F. Brünig: Waldbauliche Terminologie. Fachwörter der forstlichen Produktion, 1987
- Waldverwüstende Wildschäden in Tirol-Österreich. Band 3: Lähn/Reutte – Außerfern, 1987
- Naturwälder in Österreich, 1987
- Osttiroler Gebirgswaldbau. Waldbauliche Schlußfolgerungen aus den Hochwasserkatastrophen 1965 und 1966, 1988
- Die Wälder Korsikas. Wanderungen durch ein Waldparadies, 1988
- zusammen mit Josef Ebenberger: Zypressen-Steilhangwälder im Nationalpark Samaria – Kreta/Griechenland, 1989
- zusammen mit Franz Fischer: Waldbau-Grundlagen eines Schutzwaldsanierungskonzeptes für die Wiener Quellen-Schutzwälder im Rax- und Schneeberggebiet (1989), 1989
- zusammen mit Frank Klötzli: Schipistenökologische Umweltverträglichkeitsprüfung der Wald-Abfahrten im Gasteiner Schi-Zirkus, 1990
- Ungeschminkte Reminiszenzen eines u.o. (unordentlichen) Professors, Johann von Nepomuk Mayer, Wien 1992